# Fernand Lamy
Fernand Lamy (* 8. April 1881 in Chauvigny; † 15. September 1966 in Paris) war ein französischer Dirigent, Komponist und Musikpädagoge.
Lamy begann seine Laufbahn als Militärmusiker. Er war dann Chorleiter und später Dirigent am Théâtre des Champs-Élysées, wo er mit dem Ballets Russes unter Gabriel Astruc zusammenarbeitete und schließlich Leiter des Konservatoriums von Valenciennes, wo er u. a. die Association des Concerts Symphoniques, die Société de Musique de Chambre und den Choral des Dame gründete. Zu seinen Schülern zählten u. a. Robert Lannoy und Roberto Benzi.
Weiterhin war Lamy Gastdirigent verschiedener Rundfunkorchester, künstlerischer Leiter der Confédération Musicale de France und Mitbegründer der Jeunesses Musicales de France. Er verfasste eine Biographie des Komponisten Joseph Guy Ropartz (Joseph-Guy Ropartz, l’homme et l’œuvre, 1948).
| Personendaten    | Personendaten                                       |
| ---------------- | --------------------------------------------------- |
| NAME             | Lamy, Fernand                                       |
| KURZBESCHREIBUNG | französischer Dirigent, Komponist und Musikpädagoge |
| GEBURTSDATUM     | 8. April 1881                                       |
| GEBURTSORT       | Chauvigny                                           |
| STERBEDATUM      | 15. September 1966                                  |
| STERBEORT        | Paris                                               |